# Estradizione

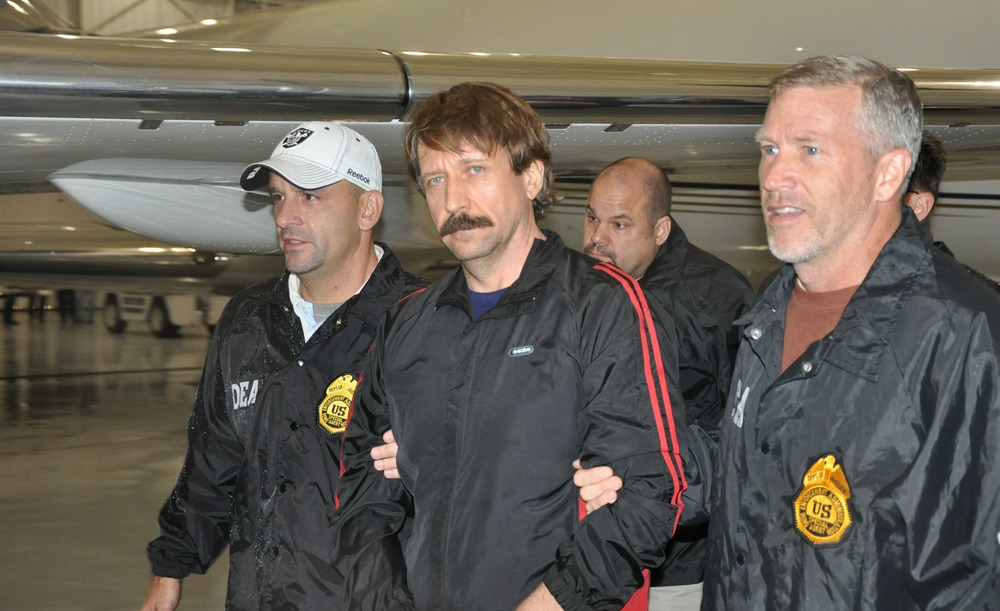
Viktor Bout estradato negli Stati Uniti a bordo di un aereo della Drug Enforcement Administration.

L'estradizione è una forma di cooperazione giudiziaria tra Stati e consiste nella consegna da parte di uno Stato di un individuo, che si sia rifugiato nel suo territorio, a un altro Stato, affinché venga sottoposto al giudizio penale (in questo caso si ha estradizione processuale) o alle sanzioni penali se già condannato (in questo caso si ha estradizione esecutiva).

## Caratteristiche generali

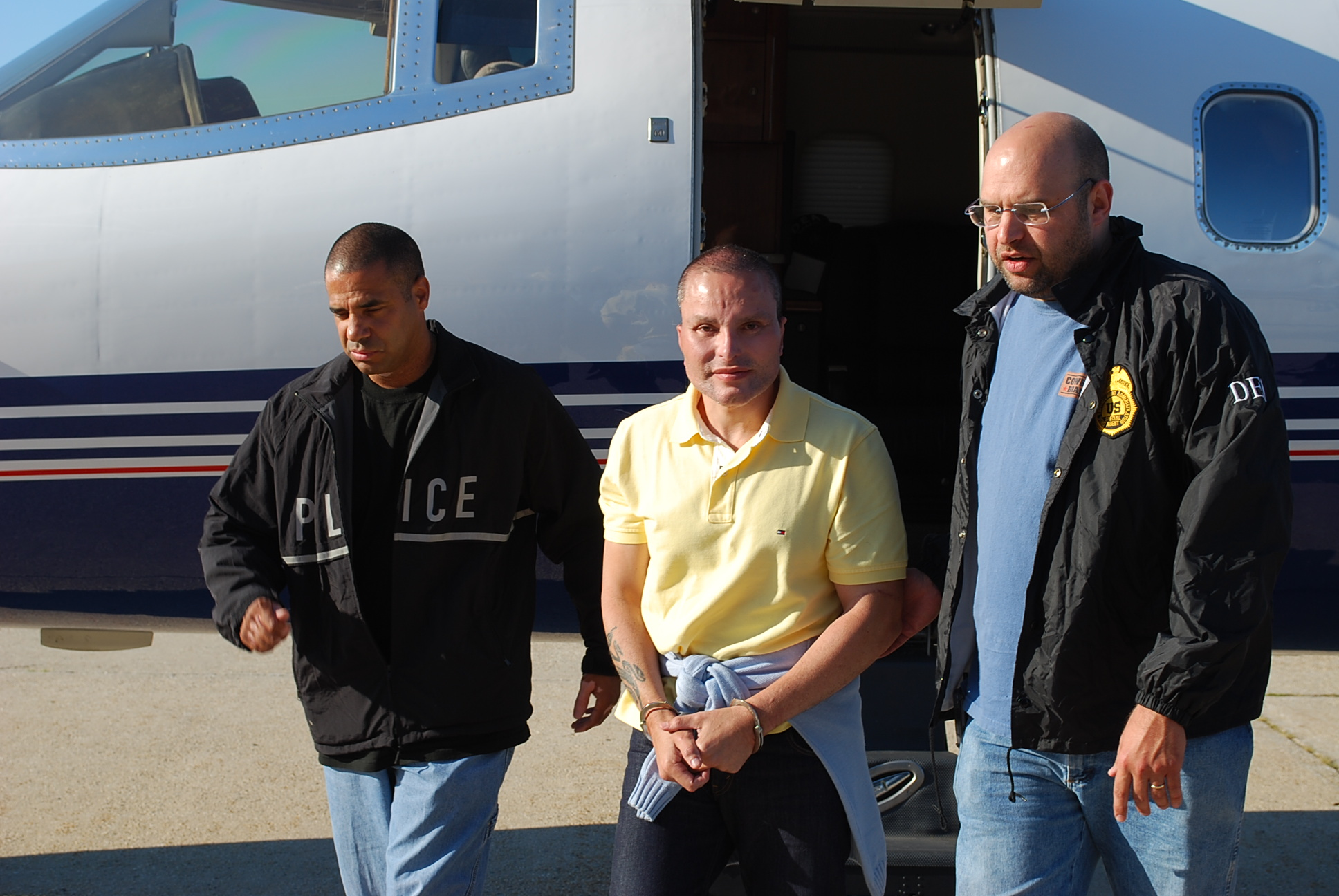
Juan Carlos Ramírez Abadía viene estradato per affrontare accuse negli Stati Uniti.

L'estradizione può essere attiva o passiva. È attiva quando è dall'estero, passiva quando è per l'estero.
Il codice penale italiano si occupa dell'estradizione all'art. 13 che stabilisce che l'estradizione è regolata dalla legge penale italiana, dalle convenzioni e dagli usi internazionali.
L'estradizione non è ammessa se il fatto che forma oggetto della domanda di estradizione non è previsto come reato dalla legge italiana e dalla legge straniera. Può essere concessa o offerta, anche per reati non previsti nelle convenzioni, purché non siano espressamente vietate.
L'estradizione del cittadino può essere consentita soltanto dove sia espressamente prevista dalle convenzioni internazionali.
L'estradizione è soggetta ad alcuni limiti. Il secondo comma dell'art. 26 Cost. sancisce che non può esser disposta per i reati politici (espressione nella quale non rientrano i reati di genocidio o i crimini contro l'umanità).
Ulteriori limiti sono stati esplicitati dalla Corte costituzionale, che ha affermato come, ai sensi degli artt. 10 e 26, l'estradizione è vietata quando l'ordinamento straniero sanziona con la pena di morte il delitto commesso (o imputato) al soggetto presente sul territorio nazionale (sentenza n. 54 del 15 giugno 1979, confermata dalla sentenza 223 del 3 luglio 1996). Ancora, ha dichiarato che non è ammessa l'estradizione del minore che non è considerato tale nel Paese richiedente (sentenza n. 128 dell'8 aprile 1987).
L'Italia, dal 1873, ha stipulato diversi accordi di estradizione bilaterale; in ordine cronologico, gli accordi sono stati stipulati con: Kenya, Nuova Zelanda, Bahamas, Singapore, Sri Lanka, Costa Rica, Uruguay, Bolivia, Cuba, Venezuela, Tunisia, Libano, Marocco, Stati Uniti, Australia, Argentina, Brasile, Perù, Cile, Canada, Cina, Messico, Repubblica del Kosovo, Emirati Arabi Uniti.
È inoltre parte della Convenzione europea di Strasburgo in materia di estradizione e assistenza in materia penale del 1957; di tale convenzione sono membri: Albania, Andorra, Armenia, Austria, Azerbaigian, Belgio, Bosnia ed Erzegovina, Bulgaria, Cipro, Corea del Sud, Croazia, Danimarca, Estonia, Finlandia, Francia, Georgia, Germania, Grecia, Irlanda, Islanda, Israele, Lettonia, Liechtenstein, Lituania, Lussemburgo, Macedonia del Nord, Malta, Moldavia, Monaco, Montenegro, Norvegia, Paesi Bassi, Polonia, Portogallo, Regno Unito, Repubblica Ceca, Romania, Russia, San Marino, Serbia, Slovacchia, Slovenia, Spagna, Sudafrica, Svezia, Svizzera, Turchia, Ucraina, Ungheria.
In relazione a Polonia, Spagna e Ungheria, l'Italia ha concluso anche accordi di estradizione bilaterale successivi alla stessa Convenzione del 1957 e che pertanto si considerano come complementari alla stessa.

## Procedimento

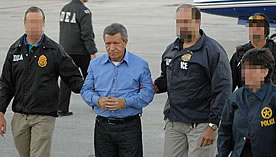
Il capo del cartello di Cali, Miguel Rodríguez Orejuela estradato dalla Colombia negli Stati Uniti.

Nel codice di rito è prevista dagli articoli 697-719 c.p.p. per quella passiva e 720-722 c.p.p. per quella attiva.

### Estradizione passiva
Nel caso di quella passiva è compito del Ministro di Giustizia concederla previa decisione del giudice competente (Corte di Appello), come stabilito dall'art. 697 c.p.p.
È l'unico strumento per consegnare un soggetto a un'autorità straniera per l'esecuzione della pena.
L'estradizione è regolata da convenzioni (bilaterali o multilaterali come la Convenzione di estradizione tra gli Stati membri dell'Unione Europea del 27 settembre 1996: estradizione convenzionale) o, in assenza di convenzioni, dal codice di procedura penale (extraconvenzionale).
Tra i principi codicistici che regolano il procedimento di estradizione, si segnala:
- principio della doppia incriminazione (l'estradizione presuppone che il fatto sia punibile in concreto sia nello Stato richiedente sia nello Stato concedente);
- principio della specialità (l'estradizione concessa con riferimento a un determinato fatto non può estendersi a un fatto diverso anteriormente commesso);
- principio del ne bis in idem (non è ammessa l'estradizione relativa a un fatto per il quale sia già celebrato nello Stato un processo penale con sentenza irrevocabile di condanna o di proscioglimento);
- principio di specialità (se il processo per il medesimo fatto risulti in corso, esso prevarrà sulla richiesta di estradizione dello Stato estero).

Sia l'art. 13 del Codice Penale che l'art. 26 della Costituzione pongono, poi, il divieto di estradizione del cittadino, facendo salva però la diversa disciplina pattizia internazionale.
A mente dell'art. 26, comma 2 Costituzione, poi, l'estradizione non può essere concessa con riferimento ai reati politici, anche se sulla portata del limite si contendono diverse linee di interpretazione, la prima tendente ad assimilare la nozione di delitto politico di cui all'art. 26 Cost. con quella assai lata di cui all'art. 8 c.p., la seconda tendente a restringerne l'ambito ai delitti commessi in contrapposizione a regimi illiberali (debbono segnalarsi peraltro le convenzioni che escludono l'applicabilità dell'art. 26, comma 2 Cost. ai delitti di terrorismo e a quelli di genocidio asseritamente commessi in relazione a finalità politiche).
L'articolo 698 c.p.p. pone, inoltre, i seguenti divieti di estradizione:
- se, per il reato per il quale l'estradizione è stata domandata, la persona è stata o sarà sottoposta a un procedimento che non assicura il rispetto dei diritti fondamentali;
- quando vi è ragione di ritenere che l'imputato o il condannato verrà sottoposto a pene o trattamenti crudeli, disumani o degradanti o comunque ad atti che configurano violazione di uno dei diritti fondamentali della persona[2] (705/2 lett. c che rimanda all'articolo 698 c.p.p.; sull'insufficienza della mera garanzia formale che non verrà applicata la pena di morte, si veda la pronuncia della Corte Costituzionale n. 223 del 27 giugno 1996).

Se l'estradizione viene concessa in via giudiziale (Corte di Appello ed eventuale Corte di Cassazione), segue una fase prettamente politica in quanto il Ministero ha comunque la facoltà di non dare corso all'estradizione medesima; il provvedimento ministeriale è a sua volta ricorribile davanti alla giustizia amministrativa.
La richiesta dello Stato estero è fatta ex art. 700 c.p.p. con domanda scritta acclusa copia del provvedimento da eseguire. Nella domanda vanno quindi illustrati i dati del soggetto da identificare, tempo e luogo dei fatti che costituiscono il reato, qualificazione penalistica del fatto previsto come reato con norme applicabili.
Qualora il Ministro della giustizia non ritenga di dover immediatamente respingere la richiesta, «la trasmette con i documenti che vi sono allegati al procuratore generale presso la corte di appello competente a norma dell'articolo 701 comma 4» (art.703). Si instaura nella Corte d'Appello un procedimento camerale, nel quale può costituirsi anche lo Stato estero.
Tralasciando le differenze fra estradizione convenzionale ed extraconvenzionale, il giudice controlla la legittimità dei requisiti della domanda e verifica l'assenza delle cause ostative all'accoglimento della richiesta di estradizione. La questione non torna al Ministro solo se la Corte nega l'estradizione o se il soggetto interessato adempie spontaneamente al ritorno nel paese straniero.
In caso invece di decisione favorevole all'estradizione, la questione torna al Ministro che può tuttavia continuare a negare l'estradizione, per ragioni politiche, non essendo vincolante – come si è detto – il parere della Corte di Appello.
Sono previste misure cautelari dagli artt. 714-719 c.p.p. Promotore è il Ministro di Giustizia e la disciplina richiama gran parte di quella ordinaria, escludendo però le fattispecie degli artt. 273 e 280.
Ad esempio, per quanto riguarda l'Italia, «ai fini della pronunzia favorevole all'estradizione, è richiesta la documentata sussistenza e la valutazione dei gravi indizi di colpevolezza a carico dell'estradando soltanto se non esiste Convenzione di estradizione tra lo Stato italiano e lo Stato richiedente ovvero, pur tale Convenzione esistendo, che essa espressamente condizioni l'estradizione alla sussistenza dei gravi indizi: in regime convenzionale, invero, la sussistenza dei gravi indizi di reità va incontrovertibilmente presunta dai documenti che la Convenzione indica e ai quali il giudice dello Stato richiesto non può negare fede quando gli siano ufficialmente comunicati per il solo esame formale da compiere su di essi».
In pratica, peraltro, la procedura estradizionale generalmente ha inizio con l'arresto da parte della polizia giudiziaria (che usufruisce degli strumenti di informazione di polizia quali INTERPOL et alia) e irrogazione della (quasi scontata) misura cautelare; anche in questo caso si incardina poi il procedimento in Corte d'Appello (art. 127 c.p.p.: camera di consiglio senza partecipazione del pubblico, con possibilità di memorie fino a 5 giorni prima del giudizio).
L'atto conclusivo è una sentenza ricorribile, come si è detto, davanti alla Corte di Cassazione.

### Estradizione attiva
È il caso contrario di quella passiva. Anche in questo caso è il Ministro a fare una domanda espressa, sia spontaneamente sia su richiesta del Procuratore Generale: nel secondo caso può rifiutare motivando.
L'ipotesi da valutare attentamente è quella prevista dall'art. 7204 che prevede accordi politici tra il Ministero della giustizia e lo Stato estero per l'estradizione, accordi che si riveleranno vincolanti anche in sede processuale. Questa previsione trova molte critiche in ambito dottrinario, in quanto l'estradante potrebbe essere connivente con lo Stato estero nel dettare condizioni completamente contrarie all'ordinamento (l'unica esclusione è prevista per la violazione per i principi fondamentali).